# Andrew Gross (compositeur)
Pour les articles homonymes, voir Andrew Gross.
Andrew Gross, né le 30 décembre 1969 à Los Angeles, est un compositeur américain de musique de film.

## Biographie
Andrew Ryan Gross a grandi dans sa ville natale de Los Angeles, aux États-Unis. Il a commencé à jouer du piano à l'âge de 5 ans. À 12 ans, il joue pour la première fois dans un groupe. Après avoir obtenu son diplôme, il a étudié à la célèbre Crossroads School, à la Manhattan School of Music et à l'Université de Californie du Sud. À l'âge de 25 ans, il a commencé comme compositeur de films. Après avoir composé une saison pour Un gars du Queens, il affectionnait particulièrement la musique de comédies comme Le Coup de Vénus, Tenacious D et le Médiator du destin et American Girls 5 : Que la meilleure gagne !,,,.

## Filmographie sélective
- 1996 : Bio-Dome
- 1997 : 8 Têtes dans un sac
- 1998-1999 : Un gars du Queens (série télévisée)
- 1998 : Livraison Express
- 2002 : Imagine 17 ans
- 2002 : Le Coup de Vénus
- 2003 : Sexe, Lycée et Vidéo
- 2006 : The Prince and Me 2: The Royal Wedding (en)
- 2006 : Tenacious D et le Médiator du destin
- 2008 : The Prince and Me 3: Royal Honeymoon (en)
- 2009 : American Girls 5 : Que la meilleure gagne !